# Liste des chapitres de Card Captor Sakura
Cet article contient la liste des chapitres du manga Cardcaptor Sakura et de sa suite Card Captor Sakura - Clear Card Arc.

## Card Captor Sakura

### Première édition
| no | Japonais         | Japonais          | Français        | Français          |
| no | Date de sortie   | ISBN              | Date de sortie  | ISBN              |
| --- | ---------------- | ----------------- | --------------- | ----------------- |
| 1 | 22 novembre 1996 | 978-4-06-319743-3 | 3 octobre 2000  | 978-2-84599-031-9 |
| Liste des chapitres : - no 1 : Chapitre 1 - no 2 : Chapitre 2 - no 3 : Chapitre 3 - no 4 : Chapitre 4 - no 5 : Chapitre 5           |                  |                   |                 |                   |
| 2 | 4 avril 1997     | 978-4-06-319791-4 | 3 octobre 2000  | 978-2-84599-032-6 |
| Liste des chapitres : - no 6 : Chapitre 6 - no 7 : Chapitre 7 - no 8 : Chapitre 8 - no 9 : Chapitre 9 - no 10 : Chapitre 10         |                  |                   |                 |                   |
| 3 | 6 août 1997      | 978-4-06-319844-7 | 25 avril 2000   | 978-2-84599-002-9 |
| Liste des chapitres : - no 11 : Chapitre 11 - no 12 : Chapitre 12 - no 13 : Chapitre 13 - no 14 : Chapitre 14                       |                  |                   |                 |                   |
| 4 | 5 décembre 1997  | 978-4-06-319881-2 | 4 juillet 2000  | 978-2-84599-013-5 |
| Liste des chapitres : - no 15 : Chapitre 15 - no 16 : Chapitre 16 - no 17 : Chapitre 17 - no 18 : Chapitre 18                       |                  |                   |                 |                   |
| 5 | 4 avril 1998     | 978-4-06-319924-6 | 29 août 2000    | 978-2-84599-045-6 |
| Liste des chapitres : - no 19 : Chapitre 19 - no 20 : Chapitre 20 - no 21 : Chapitre 21 - no 22 : Chapitre 22                       |                  |                   |                 |                   |
| 6 | 13 juillet 1998  | 978-4-06-333954-3 | 24 octobre 2000 | 978-2-84599-072-2 |
| Liste des chapitres : - no 23 : Chapitre 23 - no 24 : Chapitre 24 - no 25 : Chapitre 25 - no 26 : Chapitre 26                       |                  |                   |                 |                   |
| 7 | 13 novembre 1998 | 978-4-06-333989-5 | 9 janvier 2001  | 978-2-84599-079-1 |
| Liste des chapitres : - no 27 : Chapitre 27 - no 28 : Chapitre 28 - no 29 : Chapitre 29 - no 30 : Chapitre 30                       |                  |                   |                 |                   |
| 8 | 11 mars 1999     | 978-4-06-334049-5 | 30 janvier 2001 | 978-2-84599-095-1 |
| Liste des chapitres : - no 31 : Chapitre 31 - no 32 : Chapitre 32 - no 33 : Chapitre 33 - no 34 : Chapitre 34                       |                  |                   |                 |                   |
| 9 | 22 juillet 1999  | 978-4-06-334099-0 | 3 avril 2001    | 978-2-84599-104-0 |
| Liste des chapitres : - no 35 : Chapitre 35 - no 36 : Chapitre 36 - no 37 : Chapitre 37 - no 38 : Chapitre 38                       |                  |                   |                 |                   |
| 10 | 3 décembre 1999  | 978-4-06-334259-8 | 17 avril 2001   | 978-2-84599-109-5 |
| Liste des chapitres : - no 39 : Chapitre 39 - no 40 : Chapitre 40 - no 41 : Chapitre 41 - no 42 : Chapitre 42                       |                  |                   |                 |                   |
| 11 | 24 février 2000  | 978-4-06-334286-4 | 15 mai 2001     | 978-2-84599-116-3 |
| Liste des chapitres : - no 43 : Chapitre 43 - no 44 : Chapitre 44 - no 45 : Chapitre 45                                             |                  |                   |                 |                   |
| 12 | 31 juillet 2000  | 978-4-06-334286-4 | 12 juin 2001    | 978-2-84599-123-1 |
| Liste des chapitres : - no 46 : Chapitre 46 - no 47 : Chapitre 47 - no 48 : Chapitre 48 - no 49 : Chapitre 49 - no 50 : Chapitre 50 |                  |                   |                 |                   |

### Deuxième édition
| no | Japonais        | Japonais          | Français          | Français          |
| no | Date de sortie  | ISBN              | Date de sortie    | ISBN              |
| --- | --------------- | ----------------- | ----------------- | ----------------- |
| 1 | 27 mars 2015    | 978-4-06-377154-1 | 18 avril 2018     | 978-2-81162-577-1 |
| Liste des chapitres : - no 1 : Chapitre 1 - no 2 : Chapitre 2 - no 3 : Chapitre 3 - no 4 : Chapitre 4 - no 5 : Chapitre 5 - no 6 : Chapitre 6 - no 7 : Chapitre 7 |                 |                   |                   |                   |
| 2 | 27 mars 2015    | 978-4-06-377155-8 | 18 avril 2018     | 978-2-81162-699-0 |
| Liste des chapitres : - no 8 : Chapitre 8 - no 9 : Chapitre 9 - no 10 : Chapitre 10 - no 11 : Chapitre 11 - no 12 : Chapitre 12 - no 13 : Chapitre 13             |                 |                   |                   |                   |
| 3 | 24 avril 2015   | 978-4-06-377183-1 | 23 mai 2018       | 978-2-81162-751-5 |
| Liste des chapitres : - no 14 : Chapitre 14 - no 15 : Chapitre 15 - no 16 : Chapitre 16 - no 17 : Chapitre 17 - no 18 : Chapitre 18                               |                 |                   |                   |                   |
| 4 | 24 avril 2015   | 978-4-06-377184-8 | 20 juin 2018      | 978-2-81163-051-5 |
| Liste des chapitres : - no 19 : Chapitre 19 - no 20 : Chapitre 20 - no 21 : Chapitre 21 - no 22 : Chapitre 22 - no 23 : Chapitre 23                               |                 |                   |                   |                   |
| 5 | 29 mai 2015     | 978-4-06-377196-1 | 4 juillet 2018    | 978-2-8116-3773-6 |
| 6 | 29 mai 2015     | 978-4-06-377197-8 | 26 septembre 2018 | 978-2-8116-3774-3 |
| 7 | 26 juin 2015    | 978-4-06-377212-8 | 17 octobre 2018   | 978-2-8116-3775-0 |
| 8 | 31 juillet 2015 | 978-4-06-377227-2 | 21 novembre 2018  | 978-2-8116-3776-7 |
| 9 | 28 août 2015    | 978-4-06-377302-6 | 12 décembre 2018  | 978-2-8116-3777-4 |

## Card Captor Sakura - Clear Card Arc
| no | Japonais          | Japonais          | Français         | Français          |
| no | Date de sortie    | ISBN              | Date de sortie   | ISBN              |
| -- | ----------------- | ----------------- | ---------------- | ----------------- |
| 1  | 2 décembre 2016   | 978-4-06-393099-3 | 15 novembre 2017 | 978-2-8116-3778-1 |
| 2  | 1er avril 2017    | 978-4-06-393171-6 | 21 mars 2018     | 978-2-8116-3909-9 |
| 3  | 13 septembre 2017 | 978-4-06-393266-9 | 4 juillet 2018   | 978-2-8116-4201-3 |
| 4  | 30 mars 2018      | 978-4-06-511307-3 | 17 octobre 2018  | 978-2-8116-4548-9 |
| 5  | 3 septembre 2018  | 978-4-06-513039-1 | 9 mai 2019       | 978-2-8116-4835-0 |
| 6  | 3 avril 2019      | 978-4-06-514999-7 | 9 octobre 2019   | 978-2-8116-5206-7 |
| 7  | 3 septembre 2019  | 978-4-06-517074-8 | 27 mai 2020      | 978-2-8116-5352-1 |
| 8  | 1er avril 2020    | 978-4-06-517913-0 | 14 octobre 2020  | 978-2-8116-5911-0 |
| 9  | 13 octobre 2020   | 978-4-06-521033-8 | 5 mai 2021       | 978-2-8116-6326-1 |
| 10 | 1er avril 2021    | 978-4-06-522870-8 | 3 novembre 2021  | 978-2-8116-6327-8 |
| 11 | 13 octobre 2021   | 978-4-06-524903-1 | 11 mai 2022      | 978-2-8116-6441-1 |
| 12 | 1er avril 2022    | 978-4-06-527161-2 | 16 novembre 2022 | 978-2-8116-6967-6 |
| 13 | 13 octobre 2022   | 978-4-06-529235-8 | 3 mai 2023       | 978-2-8116-7252-2 |
| 14 | 31 mars 2023      | 978-4-06-531188-2 | 2 novembre 2023  | 978-2-8116-7885-2 |
| 15 | 13 novembre 2023  | 978-4-06-533132-3 | 3 juillet 2024   | 978-2-8116-8541-6 |
| 16 | 1er avril 2024    | 978-4-06-534999-1 |                  |                   |